# Mombeekmolen
De Mombeekmolen is een watermolen op de Mombeek, gelegen aan de Molenvoetweg 75 die weliswaar tot Rapertingen behoort, maar meer nabij Wimmertingen is gelegen.

## Geschiedenis
De molen werd voor het eerst vermeld in 1428 en het was een banmolen die behoorde bij het Kasteel van Mombeek. Hij fungeerde dan ook als korenmolen.
Tot ver in de 20e eeuw bleef de molen in bezit van de kasteelheren van Mombeek. In 1910 liet eigenaar Louis Van Briel de molen herbouwen en inrichten voor de elektriciteitsopwekking ten behoeve van het kasteel. In een gevelsteen staat dan ook: L. Van Briel-van Havere 1910.
Omstreeks 1940 werd de molen buiten werking gesteld, maar de gebouwen, met overblijfsels van het vroegere molenwerk, zijn behouden gebleven, maar het metalen rad werd in 1950 verplaatst naar de Groenmolen. Het molenhuis werd verbouwd tot woonhuis.